# Jiaohe (ruiny)
Jiaohe (chiń. 交河故城; pinyin Jiāohé Gùchéng; ujg. ‏يارغۇل قەدىمكى شەھىرى‎, staroujg.-mong. Jarchoto) – stanowisko archeologiczne w Chinach, na zachodnich krańcach miasta Turfan w regionie autonomicznym Sinciang. Zachowały się tu pozostałości chińskiego miasta garnizonowego, założonego za czasów dynastii Han dla ochrony granic cesarstwa. Miasto leżało na wzniesieniu na wyspie rzecznej. U szczytu rozwoju liczyło 6500 mieszkańców. 
Jiaohe zostało zniszczone przez Czyngis-chana, do naszych czasów dotrwały jedynie fragmenty ścian budynków.